# Trichogomphus bronchus
Trichogomphus bronchus är en skalbaggsart som beskrevs av Herbst 1785. Trichogomphus bronchus ingår i släktet Trichogomphus och familjen Dynastidae. Inga underarter finns listade i Catalogue of Life.